# Gold Motel
Gold Motel es un grupo musical con sede en Chicago liderado por la cantante Greta Morgan, exmiembro del grupo The Hush Sound. La banda está compuesta por Morgan (vocales, piano y teclados), Eric Hehr (guitarra), Dan Duszynski (guitarra, vocales), Matt Minx (bajo) y Adam Coldhouse (batería).

## Historia

### Comienzos (2009 - 2010)
Después de que el grupo The Hush Sound se tomara un receso indefinido, Morgan se mudó de Chicago a Los Ángeles para continuar con su carrera musical. Allí, se familiarizó con la escena musical del sur de California, yendo a cinco o seis conciertos a la semana. Morgan comenzó a escribir música nostálgica inspirada por su tiempo en California, que con el tiempo serían las canciones de Gold Motel. A su regreso a Chicago, Morgan comenzó a grabar canciones con su amigo Dan Duszynski de la banda de Chicago, This Is Me Smiling, que condujo a la grabación del primer sencillo de Gold Motel, titulado "Perfect in My Mind", el cual contó con un videoclip filmado por Eddie O'Keefe. 
Morgan y Duszynski se unieron luego a Matt Minx y Adam Coldhouse, ambos de This Is Me Smiling y Eric Hehr, exintegrante de las bandas de Chicago, Villains of Verona y The Yearbooks. La banda eligió el nombre Gold Motel después de tirar trozos de papel con palabras dentro de un sombrero. El primer show de Gold Motel fue en Beat Kitchen en Chicago junto al grupo Secret Colours el 22 de diciembre de 2009, en un concierto con localidades agotadas. El primer lanzamiento de la banda fue un EP titulado Gold Motel EP lanzado el 15 de diciembre de 2009.

### Summer House (2010 - presente)
Summer House es el primer álbum de larga duración de Gold Motel y fue lanzado el 1 de junio de 2010. El álbum incluye diez pistas con cinco nuevas canciones además de las cinco canciones del EP. Gold Motel estrenó su video musical de "We’re on the Run" en el sitio Spinner.com el 27 de abril de 2010. El lanzamiento de Summer House fue celebrado con un show en el Lincoln Hall de Chicago el 11 de junio de 2010. El 1 de julio de 2010, Gold Motel estrenó su video musical de "Safe in LA" en la página web la revista Spin. La canción "Summer House" fue utilizado en uno de los comerciales de Crayola y "Perfect In My Mind" fue también se usa en un comercial de Labello.
En enero de 2010, Gold Motel abrió para Butch Walker en su presentación en Schuba en Chicago. Desde entonces, la banda ha estado de gira por todo los Estados Unidos con bandas como Family of the Year, Skybox, Mark Rose, Hellogoodbye y Steel Train. En noviembre de 2010, Gold Motel lanzó un disco de vinilo llamado Talking Fiction, el cual incluía dos canciones inéditas tituladas "Cold Shoulders", la cual contó con un video musical lanzado a través del sitio web de la revista Magnet, y "Slow Emergency. Gold Motel tocó en los festivales musicales South By Southwest y en Lollapalooza en junio de 2011, y estuvo de gira por el Reino Unido con Hellogoodbye, Jukebox the Ghost y Now, Now Every Children. En agosto de 2011, Gold Motel lanzó un nuevo sencillo llamado "Leave you In Love", que aparecerá en el próximo álbum de la banda. Este otoño, Gold Motel planea escribir y grabar su segundo álbum.

## Miembros
- Greta Morgan (vocales, piano y teclados) - (2009 - presente)
- Eric Hehr (guitarra) - (2009 - presente)
- Dan Duszynski (guitarra, vocales) - (2009 - presente)
- Matt Minx (bajo) - (2009 - presente)
- Adam Coldhouse (batería) - (2009 - presente)

## Cronología
|                |              |      |      |
| Gold Motel EP  | Summer House |      |      |
| 2009           | 2010         | 2011 | 2012 |
| Greta Morgan   |              |      |      |
| Dan Duszynski  |              |      |      |
| Adam Coldhouse |              |      |      |
| Matt Minx      |              |      |      |
| Eric Hehr      |              |      |      |

|  | Álbum editado |  | Voz |  | Guitarra principal/líder |

|  | Batería |  | Bajo |  | Segunda guitarra |

## Discografía

### Discos de estudio
| Año  | Álbum                                                                                     |
| ---- | ----------------------------------------------------------------------------------------- |
| 2010 | Summer House - Lanzamiento: 1 de junio de 2010 - Sello discográfico: Good As Gold Records |
| 2012 | Gold Motel - Lanzamiento: 3 de julio de 2012 - Sello discográfico: Good As Gold Records   |

### EP
| Año  | Álbum                                                                                          |
| ---- | ---------------------------------------------------------------------------------------------- |
| 2009 | Gold Motel EP - Lanzamiento:15 de diciembre de 2009 - Sello discográfico: Good As Gold Records |

### Vinilo
| Año  | Álbum                                                                                            |
| ---- | ------------------------------------------------------------------------------------------------ |
| 2010 | Talking Fiction - Lanzamiento:30 de noviembre de 2010 - Sello discográfico: Good As Gold Records |

### Sencillos
| Título               | Fecha de lanzamiento | Álbum           |
| -------------------- | -------------------- | --------------- |
| "Perfect In My Mind" | 2009                 | Gold Motel EP   |
| "We're on the Run"   | 2010                 | Summer House    |
| "Safe in LA"         | 2010                 | Summer House    |
| "Cold Shoulders"     | 2011                 | Talking Fiction |
| "Leave You In Love"  | 2011                 | TBA             |